# Thomas Landl
Thomas Landl (* 1960 in Wien) ist ein österreichischer Schauspieler, Sprecher und Model.

## Leben
Landl absolvierte seine Schauspielausbildung am Schauspielhaus Salzburg von 1978 bis 1982 mit anschließender Reifeprüfung im Fach Schauspiel im Jahr 1982 durch die paritätische Kommission in München. In Kino- und TV-Filmen übernimmt er meist Nebenrollen. Daneben arbeitet Landl auch als Model sowie Sprecher für Werbung und verschiedene Veranstaltungen.

## Filmografie

### Kino
- 2007: Jump! | LWB Media Motion | Regie: Joshua Sinclair
- 2008: Sennentuntschi | Regie: Michael Steiner | Superfilm Produktion

### Fernsehen (Auswahl)
- 1993: Salzbaron | BR/ORF/3sat | Regie: Bernd Fischerauer
- 1994: Salzburger Nockerln | RTL | Regie: Berthold Mittermayr
- 1994: Zug im Zug | ORF | Regie: Wolfram Paulus
- 2000: Nekrologos | Fh Salzburg Multi Media Art | Regie: Mario Maislinger
- 2001: False Level | Iris Pittl Production | Regie: Mathias Gugler
- 2001: Last minute | Bernhard Fleischer Moving Images | Regie: Marc Holzmann
- 2003: Schlosshotel Orth | ORF/ZDF | Satel-Film | Regie: Jürgen Kaizig
- 2003: Mein Mann, mein Leben und du | ORF/ZDF | Sanset-Film | R: Helmut Förnbacher
- 2004: Kommissar Rex | Mungo-Film | ORF/ZDF | Regie: Christian Görlitz
- 2004: Wink des Himmels | ORF/ARD | Sanset-Film | tv-movie | Regie: Carola Hattop
- 2005: SOKO Kitzbühel | ORF/ZDF | beofilm | Regie: Gerald Liegel
- 2005: Der Arzt von Wörthersee | ORF/ARD | Graffilm | Regie: Carsten Wichniarz
- 2007: Das akademische Viertel | FH Wuppertal | Regie: Annika Knebel
- 2007: Leo in Trouble | FH Salzburg | Regie: Mathias Tomasi
- 2007: Mitten im Achten | ORF | Satel-Film | Regie: Petra Clever
- 2007: SOKO Kitzbühel | ZDF/ORF | beofilm | Regie: Gerald Liegel
- 2007: Die Alpenklinik | ARD/ORF | Monafilm | Regie: Karl Kases
- 2008: SOKO Kitzbühel | ORF/ZDF | Beo-Film | Regie: Gerald Liegel
- 2008: Die Rosenheim-Cops | ZDF | Bavaria Film | Regie: Gunter Krää
- 2008: Sturm der Liebe | ARD | Bavaria Film | Regie: Carsten Meyer-Grohbrügge und Gunter Friedrich
- 2008: Oben ohne | tv-movie | ORF | Regie: Reinhard Schwabenitzky
- 2008–2011: Vier Frauen und ein Todesfall | Dorfilm | Regie: Wolfgang Murnberger
- 2008: SOKO Donau | Satel Film | ORF/ZDF | Regie: Erwin Keusch
- 2008: Gletscherblut | d.i.e. film | ZDF | Regie: Thomas Kronthaler
- 2009: SOKO 5113 | UFA FS-Produktion | ZDF/ORF | Regie: Bodo Schwarz
- 2009: SOKO Kitzbühel | beo-Film | ZDF/ORF | Regie: Gerald Liegel
- 2009: Lilly Schönauer: Glücklich gemanagt | Graf | ARD/ORF | Regie: Holger Barthel
- 2010: Die Liebe kommt mit dem Christkind | Mona Film | Regie: Peter Sämann
- 2010: Das Glück dieser Erde... | Satel Film | ARD/ORF | Regie: Walter Bannert
- 2011: Die Bergwacht | ndF | ARD/ORF | Regie: Axel de Roche
- 2011: Die Rosenheim-Cops | Bavaria FS-Produktion | ZDF/ORF | Regie: Gunter Krää
- 2012: Helden | Dreamtool Entertainment/EPO Film im Auftrag von RTL | Regie: Hansjörg Thurn
- 2012–2013: Bayern und Napoleon | BR 3 | Regie: Mathias Sebening
- 2012–2013: Der Bergdoktor | NDF FILM | Regie: Axel Barth
- 2014: Die Rosenheim-Cops | Bavaria FS-Prod. | ZDF/ORF | Regie: Gunter Krää
- 2015: Doll und der Tote vom Untersberg | Satel Film | Regie: Erhard Riedlsperger
- 2016: Hubert und Staller | Entertainment Factory | Regie: Philipp Osthus
- 2017: Julius Klinger Dokumentation | ARTE | Regie: Adolfo Conti
- 2017: Die Ketzerbraut – Spieldoku | Bilderfest München | Regie: Johannes von Kalckreuth
- 2017: Küss die Hand, Krüger | ARD | Regie: Marc-Andreas Borchert
- 2018: Projekt Berghof | Regie: Wolfram Paulus
- 2025: Watzmann ermittelt – Ellis Schützling | ARD | Regie: Felix Bärwald